# Phyllomacromia africana
Phyllomacromia africana là một loài chuồn chuồn ngô thuộc họ Corduliidae. Nó được tìm thấy ở Cộng hòa Congo, Cộng hòa Dân chủ Congo, Ai Cập, Ghana, Guinea-Bissau, Nigeria, Senegal, Sudan, Tanzania, Uganda, có thể Ethiopia, và có thể Malawi. Môi trường sống tự nhiên của nó là các khu rừng đất thấp ẩm nhiệt đới hoặc cận nhiệt đới và sông.